# Rada Vranješević
Radmila Rada Vranješević (Banja Luka, 25. svibnja 1918 — Drvar, 25. svibnja 1944),  bosanskohercegovačka je sudionica Narodnooslobodilačke borbe i narodni heroj Jugoslavije. Bila je prva žena koja se obratila na ZAVNOBiH-u, a njenzi lik postao je simbolom ZAVNOBIH-a.

## Životopis
Rođena je 25. svibnja 1918. godine u selu Rekavice pokraj Banje Luke. Potječe iz svećeničke obitelj. Otac Đorđe je bio pravoslavni svećenik. Osnovnu školu završila je u selu Glogovac, kod Prnjavora, a nižu gimnaziju u Derventi i Banjoj Luci. Potom je najprije upisala Učiteljsku školu u Banjoj Luci, iz koje je izbačena 1932. godine, zbog komunističkih nazora. Školovanje je nastavila u Trgovačkoj akademiji, u kojoj je 1933. godine pristupila skupini mladih pod vodstvom SKOJ-a. Zbog ovoga je 1934. godine ponovno izbačena iz škole. Od 1936. do 1938. godine živjela je u Skoplju, gdje je nastavila školovanje. Za to vrijeme je politički radila sa srednjoškolcima. Po završetku Trgovačke akademije, 1939. godine, nije mogla pronaći zaposlenje, pa je jedno vrijeme bila kod svojih roditelja u Glogovcu.
Početkom 1939. godine dobila je posao u Savezu nabavljačkih zadruga državnih činovnika u Beogradu. Odmah po dolasku u Beograd, povezala se sa sindikalnom organizacijom privatnih namještenika "Botič" i aktivno radila u njoj. Pored rada u "Botiču", Vranješević je sudjelovala u raznim partijskim akcijama u Beogradu: na prosinačkim prosvjedima 1939. godine, u nekoliko štrajkova radnika tvornice zrakoplova, u dijeljenju partijskih letaka, u prikupljanju pomoći i dr. U KPJ je primljena 1940. godine,
Krajem 1940. godine, poslije štrajka u Savezu činovničkih zadruga, uhitili su je, a poslije toga i izbacili iz službe. Od tada pa do rata, nastavila je raditi u "Botiču" i u partijskoj organizaciji. Pod vodstvom Svetozara Vukmanovića Tempa radila je na prebacivanju partijskog materijala za Crnu Goru. Nekoliko puta je nosila velike količine partijskog materijala iz Beograda za Nikšić - iz Centralnog komiteta KPJ-a za Pokrajinski komitet KPJ-a za Crnu Goru.
Svibnja 1941. napušta Beograd i povezuje se sa banjolučkom partijskom organizacijom. Do srpnja je bila članica Mjesnog komiteta SKOJ-a, a od srpnja do rujna članica Mjesnog komiteta KPJ-a u Banjoj Luci. Potom je po odluci Partije otišla u Podgrmeč. Postaje članom novosnovana Okružnoga komiteta KPJ-a za Podgrmeč, te je bila sekretarkom Okružnoga komiteta SKOJ-a za Podgrmeč.
Studenoga 1942. izabrana je za člana Biro Oblasnog komiteta KPJ-a za Bosansku krajinu. Radila je najviše u partijskim organizacijama i bila članicom Centralnoga odbora AFŽ-a. Radila je i na stvaranju omladinskih partijskih organizacija i organizacija USAOJ-a, osobito u novskom i bihaćskom području. Sudjelovala je na prvome zasjedanju ZAVNOBiH-a, u Mrkonjić Gradu, 25. studenog 1943. godine.
U vrijeme njemačkoga desanta na Drvar, nalazila se u Okružnom komitetu SKOJ za Drvar, gde je došla po zadatku Okružnog komiteta KPJ-a za Bosansku krajinu. U jutro 25. svibnja 1944. godine, na njezin 26. rođendan, uhićuju je njemački padobranci. Odvedena je u logor i nakon osmosatna mučenja ubijena je u pokušaju bijega. Poslije oslobođenja, njezini posmrtni ostaci preneseni su i pokopani na Partizanskom spomen-groblju u Banjoj Luci.
Ukazom Prezidija Narodne skupštine FNRJ-a, 27. srpnja 1951. godine, proglašena je za narodnog heroja.